# 聯合國大會第一緊急特別屆會
聯合國大會第一緊急特別屆會（英語：First emergency special session of the United Nations General Assembly）即聯合國大會第一屆緊急特別會議以蘇伊士危機為中心，目的是解決蘇伊士運河的不穩定問題，於1956年11月1日召開，並於1956年11月10日結束，該會議最終促成了成立第一支聯合國緊急部隊，為運河區的交戰雙方之間提供對話以解決蘇伊士危機。

## 背景
1956年蘇伊士危機是因埃及多年來對以色列的襲擊發展而來的。埃及廢除了1936年的《英埃條約》，開始限制以色列在蘇伊士運河的航運，並於1955年轉向捷克斯洛伐克購買武器。1956年7月，美國撤回對埃及阿斯旺大壩項目的財政援助，導致埃及將蘇伊士運河公司國有化。9月，安全理事會召開會議審議“埃及政府單方面採取行動終止蘇伊士運河的國際運作體系所造成的局勢”和“某些國家，特別是法國和英國對埃及採取的行動，這些行動構成了危險國際和平與安全，嚴重違反《聯合國憲章》”。
10月，安理會通過了第118號決議，呼籲尊重埃及的主權，並將蘇伊士運河的運營與任何國家的政治隔離開來。然而，以色列在不久之後入侵了埃及。美國一項呼籲以色列從埃及撤到停戰線後的決議草案則被法國和英國否決，原因是兩國加入了以色列軍隊的入侵行動。安理會於10月31日通過的第119號決議承認其未能維護國際和平與安全，因此聯合國根據1950年11月3日决定的第A/RES/377(V)號決議召開聯合國大會緊急特别會議，內容如下：

...特决议安全理事会遇似有威胁和平、破坏和平、或侵略行为发生之时，如因常任理事国未能一致同意，而不能行使其维持国际和平及安全之主要责任，则大会应立即考虑此事，俾得向会员国提出集体办法之妥当建议，倘系破坏和平或侵略行为，并得建议于必要时使用武力，以维持或恢复国际和平与安全。当时如属闭幕期间，大会得于接获请求后二十四小时内举行紧急特别届会。紧急特别届会之召集应由安全理事会依任何七理事国之表决请求为之，或由联合国过半数会员国请求为之。

## 結果
在特別會議的第一天，大會通過了由美國提出的決議，要求以色列立即從埃及撤軍到停戰線後方。該議案以64票支持、5票反對、6票缺席通過，英國、法國、以色列、澳大利亞和新西蘭均投下反對票，而加拿大投了棄權票，理由是聯合國在和平解決方案中沒有發揮作用，這使得停火只是暫時的。
當時加拿大外交部長萊斯特·B·皮爾森正在與聯合國秘書長达格·哈马舍尔德討論建立聯合國警察部隊的想法。11月4日，加拿大部長介紹了建立這樣一支部隊的提議，並通過了一項支持這一概念的決議。該決議以57票支持、0票反對通過，英國、法國、埃及、蘇聯等東歐國家等19票缺席。同日，聯合國停戰監督組織參謀長埃爾姆伯恩斯，被任命為新部隊的總司令。他被授權招募停戰監督組織的觀察員國成員，並進一步招募除安全理事會常任理事國以外的其他成員國。
11月6日，聯合國秘書長向大會提交了一份初步報告，界定了聯合國基金會的概念和範圍，並確立了指導原則。次日，該報告未經任何修改獲得通過，計票結果為64票支持、0票反對、12票缺席，其中包括埃及、以色列、南非、蘇聯和幾個東歐國家。英國和法國都投了贊成票，因為該計劃包括在蘇伊士運河部署一支國際部隊，他們一直表示這是他們的意圖。蘇聯投棄權票，認為這違反了《聯合國憲章》，但不反對，以防止以色列進一步侵略埃及。報告中同時提到成立了一個執行該計劃的諮詢委員會，成員來自巴西、加拿大、斯里蘭卡、哥倫比亞、印度、挪威等國。
第一屆緊急特別會議最終於1956年1月10日結束，會議決定成立第一支聯合國警察部隊（維和部隊），以負責調停爭端雙方的衝突。